# Gustaf Lindblom
Gustaf „Topsy” Lindblom (ur. 3 grudnia 1891 w Kristinehamn, zm. 26 kwietnia 1960 w Sztokholmie) – szwedzki lekkoatleta trójskoczek, mistrz olimpijski ze Sztokholmu z 1912.
Lindblom poprawił dwukrotnie rekord Szwecji w trójskoku w 1912 przed igrzyskami olimpijskimi w Sztokholmie, doprowadzając go do wyniku 14,45. Był jednym z ośmiu Szwedów, którzy wystąpili w konkursie trójskoku na igrzyskach. Skoczył w pierwszej kolejce 14,76 m, co było nowym rekordem Szwecji i zapewniło mu złoty medal. Pozostałe medale zdobyli również Szwedzi: srebrny Georg Åberg (14,51 m), a brązowy Erik Almlöf (14,17 m).

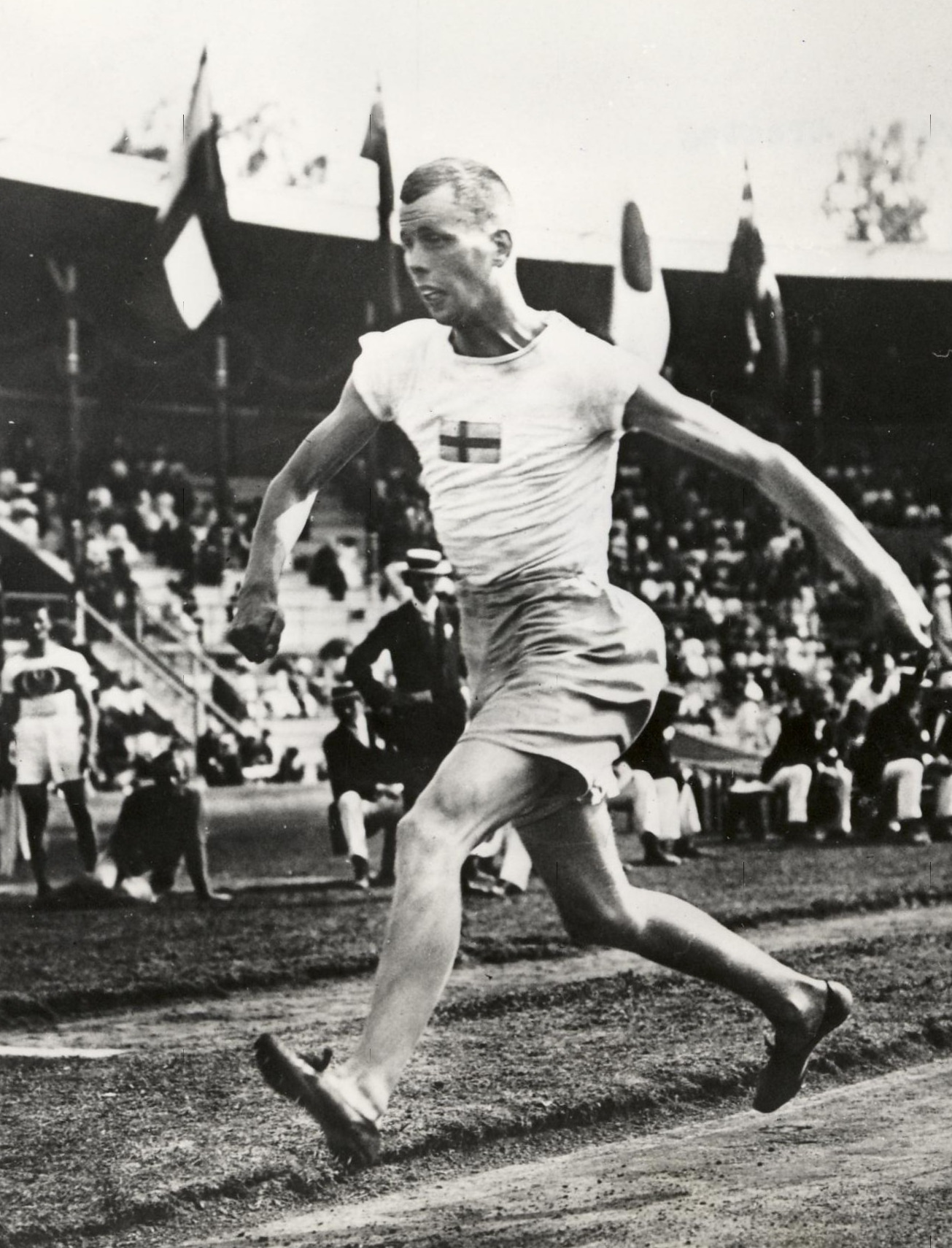
Lindblom podczas Igrzysk Olimpijskich w 1912

Później Lindblom był szefem redakcji czasopisma sportowego Idrottsbladet (1915-1934), sekretarzem Szwedzkiej Federacji Bokserskiej (1921-1929 i 1932-1935), managerem szwedzkiego boksera Olle Tandberga w 1940 oraz dyrektorem teatru tańca Nalen w Sztokholmie (1933-1960).